# Ausaris
Ausaris is een geslacht van vlinders van de familie eenstaartjes (Drepanidae), uit de onderfamilie Drepaninae.

## Soorten
- A. albiceris (Swinhoe, 1907)
- A. argenteola (Moore, 1858)
- A. argentilinea (Walker, 1865)
- A. argyrobapta (Gaede, 1914)
- A. biocularis (Moore, 1879)
- A. bracteata (Hampson, 1893)
- A. chionopepla (Warren, 1923)
- A. dialitha (West, 1932)
- A. discipunctata (Warren, 1906)
- A. fulvilauta (Warren, 1897)
- A. gelidata (Walker, 1862)
- A. gemina (Watson, 1968)
- A. hirayamai (Nagano, 1918)
- A. macnultyi (Watson, 1965)
- A. micacea (Walker, 1862)
- A. morosa (Warren, 1922)
- A. nana (Warren, 1922)
- A. obliquistriga (Warren, 1922)
- A. ovata (Watson, 1968)
- A. patrana (Moore, 1865)
- A. praeusta (Warren, 1922)
- A. pulcherrima (Hampson, 1893)
- A. saucia (Felder, 1861)
- A. serena (Watson, 1965)
- A. splendens (Warren, 1897)
- A. sublimbata (Warren, 1922)
- A. superba (Warren, 1906)
- A. vanbraekeli (Gaede, 1934)